# Asura flavivenosa
Asura flavivenosa là một loài bướm đêm thuộc phân họ Arctiinae, họ Erebidae.